# 培比洛芬
培比洛芬是一种有机化合物，分子式C16H18O3，属于洛芬类非甾体抗炎药，可用作背痛、骨关节炎的药物。